# Hemerocallis dumortieri
Hemerocallis dumortieri là một loài thực vật có hoa trong họ Thích diệp thụ. Loài này được E.Morren miêu tả khoa học đầu tiên năm 1834.